# 毕加索雕像

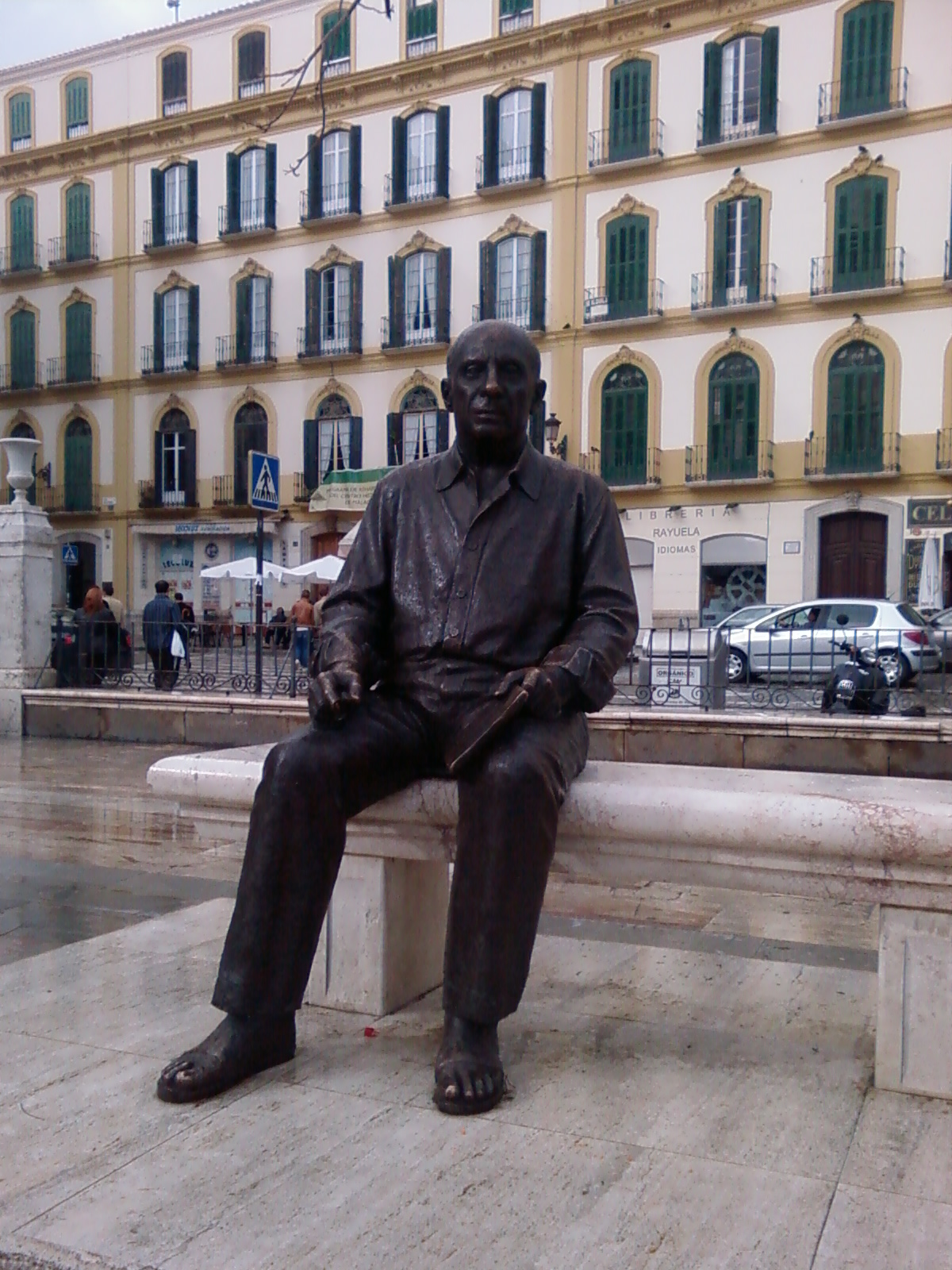

毕加索雕像（西班牙語：Estatua de Pablo Ruiz Picasso）是一尊青铜雕塑，位于画家、雕塑家巴勃罗·毕加索的出生地，西班牙安达卢西亚自治区马拉加中区（distrito Centro）的圣母赎虏广场（Plaza de la Merced），毕加索出生故居（casa natal de Picasso，现在是毕加索基金会总部所在地）的前方。雕像是弗朗西斯科·洛佩斯·埃尔南德斯（Francisco López Hernández）的作品，表现这位艺术家坐在大理石长凳上，拿着笔记本和铅笔。人物比例略高于毕加索的实际身高。雕塑作品于2008年12月5日揭幕。 